# Concert du nouvel an 2018 à Vienne

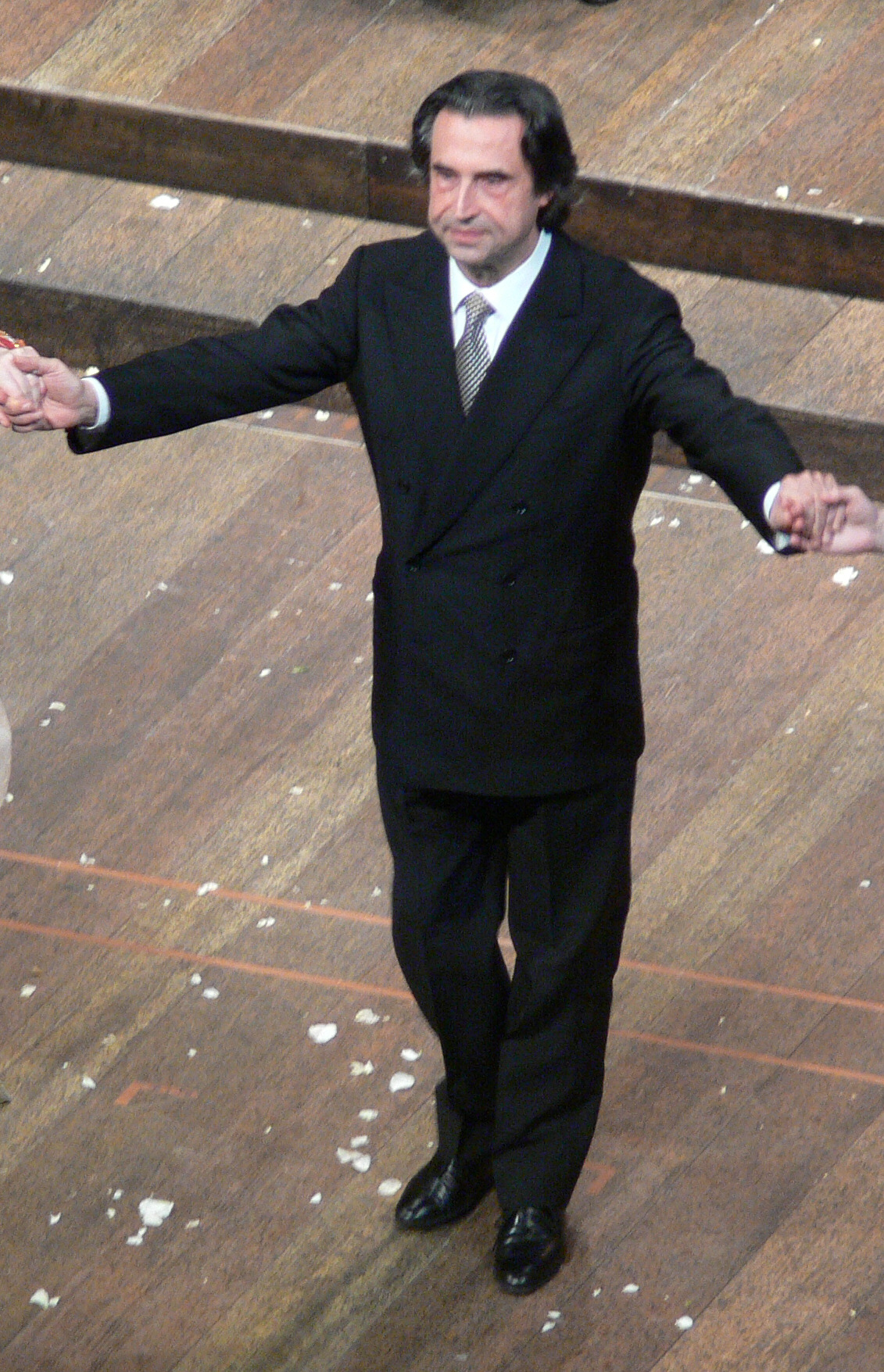
Riccardo Muti (2008)

Le concert du nouvel an 2018 de l'orchestre philharmonique de Vienne, qui a lieu le 1er janvier 2018, est le 78e concert du nouvel an donné au Musikverein, à Vienne, en Autriche. Il est dirigé pour la cinquième fois par le chef d'orchestre italien Riccardo Muti, quatorze ans après sa dernière apparition.
Le programme est annoncé le 14 novembre 2017,,. Sept œuvres y sont interprétées pour la première fois par l'orchestre philharmonique de Vienne dans le cadre d'un concert du nouvel an. C'est également la première et unique fois que le compositeur hongrois Alphons Czibulka y est entendu.
Six pièces sur les dix-neuf au total sont jouées pour la première fois au concert du nouvel an.

## Programme
Les pièces suivies d'un astérisque (*) sont jouées pour la première fois.

### Première partie
1. Johann Strauss II : ouverture de l'opérette Der Zigeunerbaron
2. Josef Strauss : Wiener Fresken, valse, op. 249*
3. Johann Strauss II : Brautschau, polka française, op. 417*
4. Johann Strauss II : Leichtes Blut, polka rapide, op. 319
5. Johann Strauss : Marienwalzer, valse, op. 212*
6. Johann Strauss : Wilhelm Tell-Galopp, galop, op. 29b

### Deuxième partie
1. Franz von Suppé : ouverture de l'opérette Boccace*
2. Johann Strauss II : Myrthenblüthen, valse, op. 395*
3. Alphons Czibulka : Stephanie-Gavotte, gavotte, op. 312*
4. Johann Strauss II : Freikugeln, polka rapide, op. 326
5. Johann Strauss II : Histoires de la forêt viennoise, valse, op. 325 ; soliste : Barbara Laister-Ebner, cithare[5]
6. Johann Strauss II : Fest-Marsch, marche, op. 452
7. Johann Strauss II : Stadt und Land, polka-mazurka, op. 322
8. Johann Strauss II : Un ballo in maschera, quadrille, op. 272
9. Johann Strauss II : Roses du Sud, valse, op. 388
10. Josef Strauss : Eingesendet, polka rapide, op. 240

### Rappels
1. Johann Strauss II : Unter Donner und Blitz, polka rapide, op. 324
2. Johann Strauss II : le Beau Danube bleu, valse, op. 314
3. Johann Strauss : Marche de Radetzky, marche, op. 228

## Discographie
- Vienna Philharmonic, Riccardo Muti – 2018 Neujahrskonzert : Sony Classical – 88985470572, 2 CD[6]

## Vidéographie
- Vienna Philharmonic, Riccardo Muti – 2018 Neujahrskonzert : Sony Classical – 88985470572, Bluray[7]